# ブルックフィールド・アセット・マネジメント
ブルックフィールド・アセット・マネジメント (Brookfield Asset Management Inc.) は、カナダ・トロントに本社を置くオルタナティブ資産の運用会社。インフラストラクチャーファンドとしては世界最大。 約1兆ドルの資産を運用しており、不動産、再生可能エネルギー、インフラストラクチャー及びプライベート・エクイティ投資を主に行っている。ニューヨーク、ロンドン、リオデジャネイロ、シドニーなど世界各地に拠点を置いている。

## 沿革
1899年、São Paulo Tramway, Light and Power Companyとしてウィリアム・マッキンゼーとフレデリック・スターク・ピアソンにより設立された。当時は、電気と輸送インフラの建設・管理会社としてブラジルで営業していた。
Brazilian Traction, Light and Power Companyを経て、1966年にBrazilian Light and Power Companyに、さらに1969年にBrascan Limitedに改称。Brascanは「ブラジル」と「カナダ」のかばん語である。
2018年8月、破産した巨大原子炉製造会社のウェスチングハウス・エレクトリック・カンパニーを46億ドルで買収した。
2019年3月13日、Oaktree Capital Managementの一部を47億ドルで買収することに合意したと発表し、世界最大級のオルタナティブ資産運用会社になった。
2025年1月、米系ファンドのラサール・インベストメント・マネージメントが保有する目黒雅叙園の持ち分の一部を取得。また名古屋市郊外の土地（約93,000㎡）も取得し、物流拠点として整備を進める方針を明らかにしている。

## 財務
2018年度に、ブルックフィールド・アセット・マネジメントは35.84億ドルの純利益と567.71億ドルの年間売上を報告しており、前会計年度から39.2%の増加となった。株は1株当たり38ドル以上で取引されており、その時価総額は2018年11月時点で408億ドル以上だった。